# فريدريش فون ميلينثين
فريدريش فون ميليثين (30 أغسطس 1904   - 28 يونيو 1997) كان جنرالًا ألمانيًا خلال الحرب العالمية الثانية. مشارك في معظم الحملات الكبرى للحرب، أصبح معروفًا بعد ذلك بمذكراته معارك البانزر، التي نُشرت لأول مرة في عام 1956 وأعيد طبعها عدة مرات منذ ذلك الحين.
كان كتاب معارك البانزر فعالاً في تشكيل المفاهيم الخاطئة التي أثرت على نظرة الولايات المتحدة للعمليات العسكرية للجبهة الشرقية حتى عام 1995، عندما أصبحت مصادر الأرشيف السوفياتي متاحة للمؤرخين الغربيين والروس.

## سيرة شخصية
ولد في بريسلاو. كان شقيقه هورست فون ميلينثين جنرالًا في الحرب العالمية الثانية. في عام 1924، تم تجنيد فريدريش فون ميلينثين في الرايخويهر. في عام 1932 تزوج من Ingeborg von Aulock. تم تعيينه في الأكاديمية العسكرية البروسية في عام 1935. بين عامي 1937 ويونيو 1941، شغل ميليثين العديد من المناصب العامة في الجيش؛ في يونيو 1941، تم نشره في شمال إفريقيا، حيث شغل منصب ضابط أركان في الفيلق الأفريقي حتى سبتمبر 1942.

### قائمة المراجع
- Citino، Robert M. (2012). The Wehrmacht Retreats: Fighting a Lost War, 1943. Lawrence, KS: University Press of Kansas. ISBN:978-0-7006-1826-2.
- Smelser، Ronald؛ Davies، Edward J. (2008). The Myth of the Eastern Front: the Nazi-Soviet war in American popular culture. New York: Cambridge University Press. ISBN:9780521833653.
- Wette، Wolfram (2007). الفيرماخت: التاريخ والأسطورة والواقع. Cambridge, Mass.: Harvard University Press. ISBN:9780674025776.

## روابط خارجية
- Glantz، David (1987). "American Perspectives on Eastern Front Operations in World War II". مؤرشف من الأصل في 2017-02-02. اطلع عليه بتاريخ 2020-03-27., a review of Panzerschlachten by Mellenthin

| مناصب عسكرية    | مناصب عسكرية                | مناصب عسكرية    |
| --------------- | --------------------------- | --------------- |
| سبقه {{{سبقه}}} | {{{العنوان}}} {{{الأعوام}}} | تبعه {{{تبعه}}} |

1. 1 2 3  Nuremberg Trials Project (بالإنجليزية), QID:Q78909371